# Bjørg Storhaug
Bjørg Storhaug (* 9. Mai 1962 in Klepp) ist eine ehemalige norwegische Fußballspielerin. Mit ihrem Verein und der Nationalmannschaft gewann sie jeweils einen Titel.

## Karriere

### Vereine
Storhaug kam als Spielerin ausschließlich für den in ihrem Geburtsort ansässigen Klepp Idrettslag zunächst in der Gruppe Westnorwegen, eine von drei Gruppen der 1984 erstmals offiziell ausgetragenen Meisterschaft im norwegischen Frauenfußball, 1986 in der aus zehn Mannschaften bestehenden eingleisigen ersten Liga, im Spielbetrieb zum Einsatz. 

### Nationalmannschaft
Für die Nationalmannschaft bestritt Storhaug in einem Zeitraum von drei Jahren 25 Länderspiele. Sie debütierte am 7. Mai 1986 in Bergen bei der 2:3-Niederlage im Freundschaftsspiel gegen die Nationalmannschaft Schwedens. Ihr zweites A-Länderspiel bestritt sie mit dem vierten Spiel der EM-Qualifikationsgruppe 1 am 19. Mai 1986 in Oslo beim torlosen Remis gegen die Nationalmannschaft Deutschlands. In ihrem dritten Einsatz als Nationalspielerin erlebte sie am 30. August 1986 in Dänikon den 8:0-Sieg über die Schweizer Nationalmannschaft, bevor sie in den verbliebenen zwei EM-Qualifikationsspielen der Gruppe 1 eingesetzt wurde. Im Spieljahr 1987 bestritt sie sieben Länderspiele, beginnend mit dem torlosen Remis gegen die Nationalmannschaft der Niederlande am 23. Mai in Oslo. Ihre folgenden zwei Länderspiele waren von Erfolg und einem errungenen Titel geprägt. In der EM-Finalrunde kam sie innerhalb von vier Tagen in Oslo beim 2:0-Halbfinalsieg über die Nationalmannschaft Italiens und beim 2:1-Finalsieg über die Nationalmannschaft Schwedens zum Einsatz. 
Sie nahm ferner am Turnier um den Nordamerika-Pokal in Blaine im Bundesstaat Minnesota teil, bestritt die beiden siegreichen Spiele am 9. und 11. Juli gegen die Nationalmannschaft Chinas (4:0) und die US-amerikanische Nationalmannschaft (1:0) und schloss das Turnier mit ihrer Mannschaft mit Platz 3 ab. Mit den ersten beiden Spielen der EM-Qualifikationsgruppe 1 wurde das Spieljahr 1987 beendet. Im Spieljahr 1988 bestritt sie mit 13 Länderspiele die meisten, darunter ein Freundschaftsspiel am 1. März in Schumen beim 3:0-Sieg über die Nationalmannschaft Bulgariens, alle sechs Spiele vom 1. bis 12. Juni im FIFA-Frauen-Einladungsturnier 1988 in der Volksrepublik China einschließlich des mit 1:0 gewonnenen Finales gegen die Nationalmannschaft Schwedens. Danach kam sie in den letzten drei Spielen der EM-Qualifikationsgruppe 1 und den beiden EM-Viertelfinalqualifikationsspielen am 22. Oktober und 5. November gegen die Nationalmannschaft der Niederlande, die mit 2:1 und 3:0 gewonnen wurden, zu ihren letzten beiden Einsätzen für den NFF. Gemeinsam mit ihrer Schwester Turid nahm sie an der EM-Finalrunde 1989 teil, wurde jedoch nicht (mehr) eingesetzt.

## Erfolge
Nationalmannschaft
- Europameister 1987
- Sieger FIFA-Frauen-Einladungsturnier 1988 (inoffizielle Weltmeisterschaft)
- Finalist Europameisterschaft 1989 (ohne Turniereinsatz)

Vereine
- Norwegischer Meister 1987
- Norwegischer Pokalfinalist 1987